# Ville-aux-Bois
Ville-aux-Bois, fins a principis del 2025 anomenat La Ville-aux-Bois, és un municipi francès al departament de l'Aube (regió de Gran Est). L'any 2007 tenia 20 habitants.

## Demografia

### Població
El 2007 la població de fet de Ville-aux-Bois era de 20 persones. Hi havia 12 famílies de les quals 4 eren unipersonals (4 dones vivint soles i 4 dones vivint soles), 4 parelles sense fills i 4 famílies monoparentals amb fills.
La població ha evolucionat segons el següent gràfic:

### Habitatges
El 2007 hi havia 10 habitatges, 9 eren l'habitatge principal de la família i 1 era una segona residència. 8 eren cases i 1 era un apartament. Dels 9 habitatges principals, 4 estaven ocupats pels seus propietaris i 5 estaven llogats i ocupats pels llogaters; 3 tenien tres cambres, 3 en tenien quatre i 3 en tenien cinc o més. 9 habitatges disposaven pel capbaix d'una plaça de pàrquing. A 2 habitatges hi havia un automòbil i a 7 n'hi havia dos o més.

### Piràmide de població
La piràmide de població per edats i sexe el 2009 era:
| Homes | Edats   | Dones |
| ----- | ------- | ----- |
| 0     | 95 o +  | 0     |
| 0     | 90 a 94 | 0     |
| 0     | 85 a 89 | 0     |
| 0     | 80 a 84 | 0     |
| 0     | 75 a 79 | 0     |
| 0     | 70 a 74 | 0     |
| 0     | 65 a 69 | 0     |
| 0     | 60 a 64 | 0     |
| 0     | 55 a 59 | 4     |
| 0     | 50 a 54 | 0     |
| 0     | 45 a 49 | 0     |
| 0     | 40 a 44 | 0     |
| 0     | 35 a 39 | 0     |
| 0     | 30 a 34 | 0     |
| 0     | 25 a 29 | 0     |
| 0     | 20 a 24 | 0     |
| 0     | 15 a 19 | 0     |
| 0     | 10 a 14 | 0     |
| 0     | 5 a 9   | 0     |
| 0     | 0 a 4   | 0     |

## Economia
El 2007 la població en edat de treballar era de 13 persones, 10 eren actives i 3 eren inactives. De les 10 persones actives 7 estaven ocupades (5 homes i 2 dones) i 3 estaven aturades (3 dones i 3 dones). De les 3 persones inactives 1 estava jubilada i 2 estaven classificades com a «altres inactius».
Activitats econòmiques
L'únic establiment que hi havia el 2007 era d'una empresa de transport.

## Poblacions properes
El següent diagrama mostra algunes poblacions properes.